# شبکه نیروی هوایی
شبکه نیروی هوایی (به اختصار AFNet) یک شبکه اداره و مدیریت اطلاعات دیجیتال متعلق به نیروی هوایی هند (به اختصار IAF) است. AFNet یا شبکه نیروی هوایی، شبکه ارتباطی قدیمی نیروی هوایی هند (IAF) را با استفاده از فن آوری تروپو-اسکتر (tropo-scatter) در دهه ۱۹۵۰ جایگزین کرد و آن را به یک نیروی رزمی واقعی شبکه محور تبدیل کرد. پروژه IAF قسمتی از مأموریت کلی شبکه‌سازی هر سه سرویس نیروی زمینی هند، نیروی دریایی هند و نیروی هوایی هند است. وزیر دفاع سابق، آ.ک. آنتونی (AK Antony) , AFNET نیروی هوایی ارتش را در چهاردهم سپتامبر سال ۲۰۱۰ افتتاح کرد و آن را به مردم هند، به دلیل همکاری مستقیم یا غیرمستقیم آنها در انقلاب ارتباطات تقدیم کرد.

## بک گراند
نیروهای مسلح در هند از دهه ۱۹۵۰ از تروپوساکترها به عنوان ابزار اصلی ارتباطات نظامی استفاده می‌کردند؛ بنابراین طیفهای عظیم و گران‌قیمت نسل دوم شبکه تلفن همراه و نسل سوم شبکه تلفن همراه را اشغال کردند که در غیر این صورت می‌توانست برای گسترش و رفع گرفتگی (de-clogging) شبکه ارتباطی بی‌سیم غیرنظامی استفاده شود. گسترش سریع مخابرات سیار غیرنظامی که منجر به نیاز به پهنای‌باند بیشتر برای ارتباطات بی‌سیم و نیاز تجاری برای راه اندازی شبکه مخابراتی 3G شد، دولت هند را ملزم کرد که نیروهای مسلح هند، طیف اشغال شده توسط آن‌ها را خالی کنند. در نتیجه دولت هند از طریق وزارت مخابرات (DoT) پروژه ای به نام «شبکه برای طیف» (Network for Spectrum) را برای راه انداختن یک شبکه فیبر نوری و همچنین برای استفاده انحصاری نیروهای مسلح هند در ازای انتشار طیف توسط نیروهای دفاعی شروع کرد. «شبکه برای طیف» دو هدف دارد: ۱. تسهیل کردن رشد تراکم تله ملی (national tele-density) از یک طرف و اطمینان از نوسازی ارتباطات دفاعی با پیشرفته‌ترین زیرساخت‌های ارتباطی و ۲. حمایت از عملیات نظامی شبکه محور از طرف دیگر.
وزارت مخابرات و وزارت دفاع تفاهم نامهٔ تخلیه طیف و راه انداختن شبکه انحصاری برای استفادهٔ نیروهای دفاعی را امضا کردند. وزارت دفاع در این تفاهم نامه با قرار دادن چهل هزار کیلومتر مسیر کابل فیبر نوری که دویست و نوزده ایستگاه ارتش، سی و سه ایستگاه نیروی دریایی و صد و شصت و دو نقطه برای نیروی هوایی را به هم متصل می‌کند، موافقت کرد. همچنین با ایجاد گروه دفاعی انحصاری و منطقه منافع دفاعی، در امتداد ۱۰۰ کیلومتر از مرز بین اللملی که در آن طیف فقط برای استفاده توسط نیروهای مسلح رزرو می‌شود نیز موافقت کرد. مجموع هزینه‌های اجرای پروژه «شبکه برای طیف» ۱۰۰۰۰ روپیه برآورد شده‌است. AFNet جزء نیروی هوایی هند در شبکه اطلاعات دیجیتال، تحت پروژه «شبکه برای طیف» است و احتمالاً تا سال ۲۰۱۵ توسعه یافته و به پروژه شبکه اطلاعات دیجیتال که در دست اجرا برای نیروی دریایی هند و ارتش هند است، متصل خواهد شد.

## مبدأ پروژه
شبکه نیروی هوایی (AFNet) توسط نیروی هوایی هند با هزینه ۱۰۷۷ کرور روپیه و با همکاری اچ‌سی‌ال و بی‌اس‌ان‌ال توسعه یافت. AFNet جایگزین شبکه مخابراتی نیروی هوایی با بیش از نیم قرن قدمت خواهد شد. این پروژه، بخشی از ابتکار وزارت دفاع برای دیجیتالی کردن سیستم‌های ارتباطی سه نیروی مسلح تحت پروژهٔ «شبکه برای طیف» است که هدف آن بهبود هماهنگی بین خود و سایر نهادهای نظامی و استراتژیک است. IAF نخستین کسی بود که این شبکه اطلاعات دیجیتال گیگابایتی را که تحت پروژه AFNet پیاده‌سازی شده بود، کامل کرد. AFnet در چهاردهم سپتامبر سال ۲۰۱۰ توسط وزیر دفاع شری آ.ک.آنتونی، همچنین با حضور وزیر ارتباطات و فناوری اطلاعات شری راجا (Shri A Raja)، مارشال نیروی هوایی آرجان سینگ، رئیس ستاد هوایی، رئیس نیروی هوایی، ستاد ارتش و سایر مقامات سه دستگاه و اعضای صنعت، افتتاح شد و به مردم هند تقدیم شد. AFNet به یک شبکه دیجیتال یکپارچه که تمام پایه‌های نیروهای مسلح هند را در بر می‌گیرد متصل خواهد شد و گسترش خواهد یافت.

## فناوری، طراحی و ساختار
AFNet جدیدترین فناوری حمل و نقل ترافیک در قالب بسته‌های IP (پروتکل اینترنت) در شبکه با استفاده از راهگزینی برچسب چندقرارداری (MPLS) را شامل می‌شود. همچنین یک لایه بزرگ VoIP (صدا روی پروتکل اینترنت) را با کیفیت عالی اجرای خدمات، راه حل‌های صوتی، تصویری و کنفرانس، به شکل قوی و با کیفیت بالا تسهیل می‌کند.
سیستم یکپارچه فرماندهی و کنترل هوایی (IACCS)، یک سیستم فرماندهی و کنترل خودکار برای عملیات پدافند هوایی (AD)، بر ستون فقرات AFNet سوار خواهد شد که تمام حسگرهای زمینی و هوابرد، سیستم‌های تسلیحاتی پدافند هوایی و گره‌های فرماندهی و کنترل (C2) را یکپارچه می‌کند. یکپارچگی بعدی با سایر شبکه‌های خدماتی و رادارهای غیرنظامی این است که تصویر یکپارچه وضعیت هوایی را در اختیار اپراتورها قرار می‌دهد تا نقش دفاع هوایی را ایفا کنند.
AFNet اثبات خواهد کرد که یک نیروافزا مؤثر برای تجزیه و تحلیل اطلاعاتی، برنامه‌ریزی و کنترل مأموریت، بازخورد پس از مأموریت و فعالیت‌های مرتبط مانند تعمیر، نگهداری، تدارکات و مدیریت است. همچنین یک طراحی جامع با اقدامات احتیاطی چند لایه است که برای «دفاع عمیق» (Defence in Depth)، با ترکیب فناوری‌های رمزگذاری و سیستم‌های پیشگیری از نفوذ، برای اطمینان از مقاومت سیستم IT در برابر دستکاری اطلاعات و شنود برنامه‌ریزی شده‌است. این شبکه با مجموعه‌ای از فناوری‌های پیشرفته رمزگذاری پیشرفته ایمن شده‌است. این کار برای قابلیت اطمینان بالا، همراه با افزونگی تعبیه شده در طراحی شبکه، طراحی شده‌است.
AFNet همچنین قادر است فایل ویدیویی را از هواپیماهای نظارتی بدون سرنشین (پهپاد) و تصاویر را از سیستم‌های هشدار و کنترل هوابرد (آواکس) به تصمیم‌گیرندگان روی زمین ارسال کند و ورودی‌های اطلاعاتی را از مناطق دوردست ارائه دهد.
همچنین انتظار می‌رود AFNet با ارائه طیف فرکانس رادیویی برای اهداف مخابراتی، رشد اقتصادی سریع را تسهیل کند. AFNET بزرگترین شبکه راهگزینی برچسب چندقرارداری (MPLS) در بخش دفاعی خواهد بود.

## تظاهرات
در پرتاب AFNet, IAF، یک استراق سمع تمرینی اهداف شبیه‌سازی شده دشمن را توسط دو هواپیمای جنگی Mig-29 از یک پایگاه هوایی پیشرفته در بخش پنجاب با استفاده از شبکه اطلاعات دیجیتال گیگابایتی به نمایش گذاشت. در طی عملیات، به کمک AFNet، جت‌های جنگندهٔ هندی، اهداف مزاحم در بخش غربی را خنثی کردند، که به صورت زنده (live) روی صفحه‌های غول پیکر در سالن نیروی هوایی نمایش داده شد و نگاهی کلی به پتانسیل مهارشده این سیستم را ارائه داد. آخرین دستورات برای درگیری با اهداف دشمن، توسط آنتونی به صورت زنده ارسال شد که خلبان در پاسخ سؤالات او در مورد چگونگی انجام عملیات گفت «عالی بود».
عملکردهای مختلف دیگری نیز به نمایش گذاشته شد، که به جنگ محوری شبکه کمک می‌کند. این‌ها شامل بود از تسهیل ویدیویی از وسیله نقلیه هوایی بدون سرنشین (پهپاد) و تصاویر یک هواپیمای آواکس، برای تصمیم گیرندگان در زمینی که صدها کیلومتر دورتر نشسته بودند و ورودی‌های اطلاعاتی را از مناطق دوردست در مکان‌های مرکزی به‌طور یکپارچه ارائه می‌کرد. این امر عمدتاً با بستر شبکه قوی ارائه شده توسط AFNet امکان‌پذیر بود.

## سیستم یکپارچه فرماندهی و کنترل هوایی
سیستم یکپارچه فرماندهی و کنترل هوایی (IACCS)، یک سیستم فرماندهی و کنترل خودکار برای عملیات پدافند هوایی (AD)، بر ستون فقرات AFNet سوار خواهد شد که تمام حسگرهای زمینی و هوابرد، سیستم‌های تسلیحاتی پدافند هوایی و گره‌های فرماندهی و کنترل (C2) را یکپارچه می‌کند. یکپارچگی بعدی با سایر شبکه‌های خدماتی و رادارهای غیرنظامی این است که تصویر یکپارچه وضعیت هوایی را در اختیار اپراتورها قرار می‌دهد تا نقش دفاع هوایی را ایفا کنند.
از طریق سیستم یکپارچه فرماندهی و کنترل هوایی، IAF تمام دارایی‌های فضایی، هوایی و زمینی خود را برای آگاهی کامل از یک منطقه به سرعت به هم متصل می‌کند. این، به عنوان بخشی از محوریت شبکه IAF، اتصال را برای همه سکوهای زمینی و سکوهای هوابرد ارائه می‌دهد. IACCS همچنین انتقال بی‌درنگ تصاویر، داده‌ها و صدا را در میان ماهواره‌ها، هواپیماها و ایستگاه‌های‌زمینی، تسهیل می‌کند.